# Callopistria manta
Callopistria manta är en fjärilsart som beskrevs av Swinhoe 1902. Callopistria manta ingår i släktet Callopistria och familjen nattflyn. Inga underarter finns listade i Catalogue of Life.